# Max Born

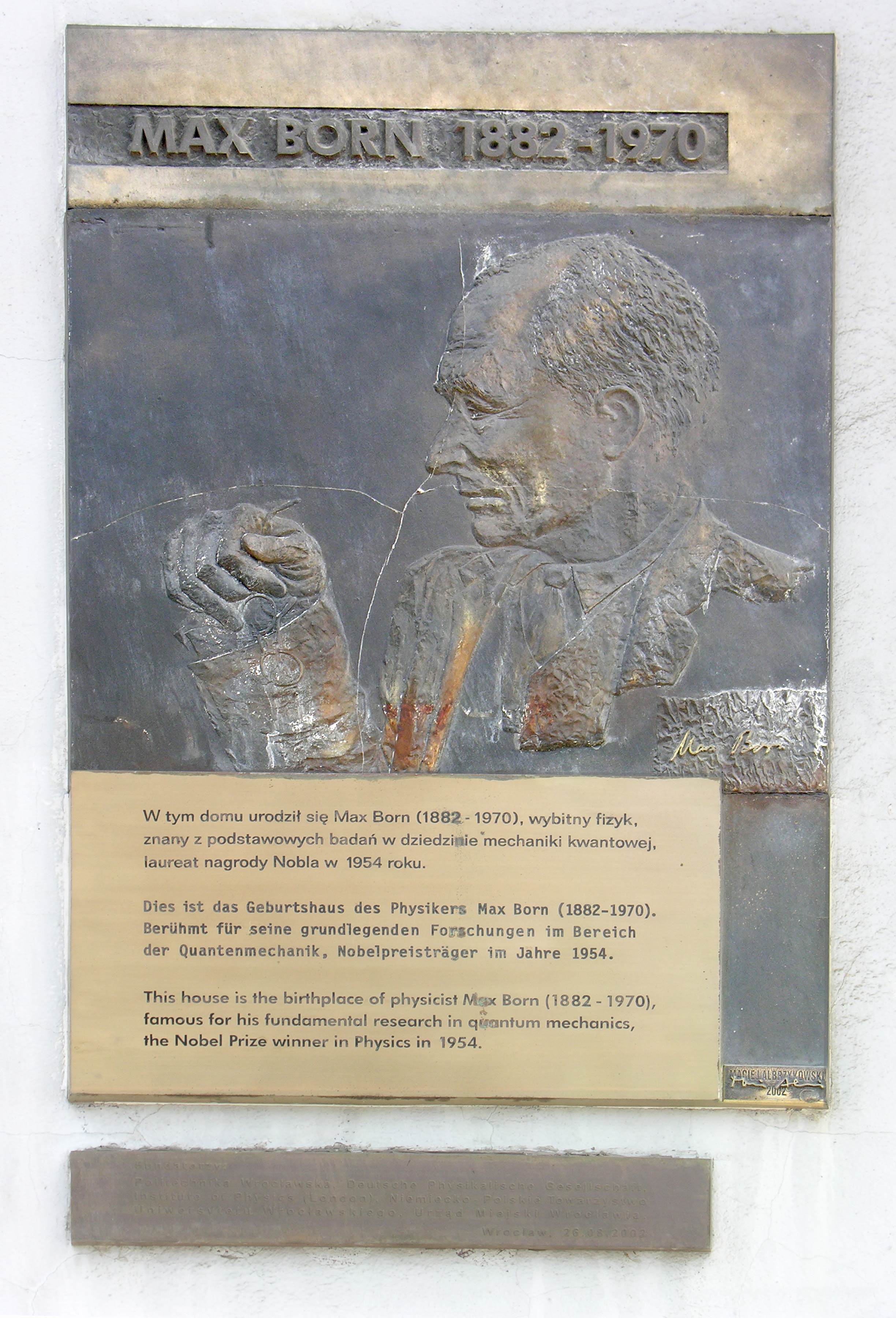
Tablica pamiątkowa we Wrocławiu

Max Born (ur. 11 grudnia 1882 we Wrocławiu, zm. 5 stycznia 1970 w Getyndze) – niemiecki fizyk i matematyk  pochodzenia żydowskiego, laureat Nagrody Nobla w dziedzinie fizyki (1954). Jest jednym z głównych twórców mechaniki kwantowej obok Heisenberga i Schrödingera – poprawnie nadając sens empiryczny ich równaniom.

## Życiorys

### Przed II wojną światową
Jedyny syn dr. Gustawa Jakuba Borna (1851–1900), Żyda urodzonego w Kępnie (wtedy miasto pruskie w prowincji Poznańskiej), i Margarete Kauffmann (1856–1886), pochodzącej z rodziny śląskich przemysłowców. Urodził się i wychował w ówcześnie leżącym w Cesarstwie Niemieckim Wrocławiu, gdzie jego ojciec wykładał na Uniwersytecie Wrocławskim, najpierw jako privatdozent, a następnie profesor anatomii porównawczej i embriologii.
Po ukończeniu Gimnazjum im. Króla Wilhelma studiował kolejno na uniwersytetach we Wrocławiu, Heidelbergu i Zurychu. W tym czasie zetknął się z takimi naukowcami jak Felix Klein, David Hilbert, Hermann Minkowski, Carl Runge, Karl Schwarzschild, czy Woldemar Voigt.
W roku 1909 został wykładowcą Uniwersytetu w Getyndze, skąd w roku 1912 przeniósł się do Uniwersytet Chicagowski. W roku 1919, po służbie wojskowej w armii niemieckiej, został profesorem uniwersytetu we Frankfurcie nad Menem, później (1921) w Getyndze. Sformułował w tym czasie standardową obecnie interpretację kwadratu modułu funkcji falowej ({\displaystyle |\Psi |^{2}=\Psi ^{*}\Psi ,} gdzie {\displaystyle ^{*}} oznacza sprzężenie zespolone) w równaniu Schrödingera jako gęstości prawdopodobieństwa znalezienia cząstki (zob. gęstość elektronowa), za co w 1954 roku otrzymał Nagrodę Nobla (równocześnie nagrodę otrzymał Walther Bothe). Z powodu antysemickiej polityki rządu III Rzeszy wyjechał w 1933 roku do Cambridge, skąd w roku 1936 przeniósł się do Uniwersytetu w Edynburgu. Wykładał tam do 1953 r.

### Lata powojenne
Po II wojnie światowej (w 1953 r., po otrzymaniu przez Borna tytułu honorowego obywatela Getyngi) Max i Hedwig Bornowie powrócili do Niemiec, ale ich dzieci pozostały w Wielkiej Brytanii. Born zamieszkał w Bad Pyrmont.
W 1955 r. podpisał Manifest Russella-Einsteina (zob. Konferencja Pugwash w Sprawie Nauki i Problemów Światowych), a w 1957 r. – z innymi naukowcami z Göttinger 18 – Manifest z Göttingen przeciw wyposażeniu Bundeswehry w taktyczną broń atomową. Pochowany w Getyndze na tym samym cmentarzu, co Max Planck i David Hilbert. Na jego nagrobku wyryto fundamentalne równanie mechaniki kwantowej: pq – qp = h/2πi.

### Życie prywatne
Był dziadkiem australijskiej piosenkarki i aktorki, Olivii Newton-John.

## Dorobek
Spośród jego publikacji wymieniane są przede wszystkim: Dynamics of Crystal Lattices, Optics, Natural Philosophy of Cause and Chance i Zur Quantummechanik. Prócz Nagrody Nobla zdobył Medal Stokesa, a w 1950 roku – Medal Hughesa.
Born był również współautorem – wspólnie z Robertem Oppenheimerem – przybliżenia stosowanego w fizyce kwantowej, będącego szczególnym przypadkiem przybliżenia adiabatycznego, nazwanego przybliżeniem Borna-Oppenheimera.

## Upamiętnienie
Dom, w którym się wychował, znajduje się we Wrocławiu przy placu Wolności 4. Na domu zamontowano w 2002 roku tablicę pamiątkową. Borna uhonorowano także nazywając jego nazwiskiem plac w centrum Wrocławia.